# Satelit natural

Nouăsprezece sateliții sunt suficient de mari pentru a fi rotunzi. Un satelit, Titan, are o atmosferă substanțială și o climă asemănătoare condițiilor inițiale de pe Pământ, dar la temperaturi mult mai scăzute.

Un satelit natural (sau lună) este un corp ceresc care se rotește în jurul unei planete sau în jurul unui obiect ceresc mai mic. Planeta în jurul căruia se rotește este numit (corp sau) planeta-mamă sau principală.
Clasificarea formală a sateliților naturali din Sistemul solar conține 173 de sateliți care orbitează în jurul a șase din cele opt planete și șapte sateliți orbitează trei din cele cinci planete pitice cunoscute listate de UAI. Până în ianuarie 2012 au fost descoperiți peste 200 de sateliți ai planetelor minore. Există 76 de sateliți în centura de asteroizi (5 asteroizi având câte doi sateliți), 4 troieni jupiterieni, 37 de obiecte din apropierea Pământului și 9 care intersectează orbita planetei Marte. Există și 76 de  sateliți cunoscuți ca obiecte transneptuniene. Aproximativ încă 150 de corpuri mici au fost observate în inelele lui Saturn, dar ele nu au fost urmărite timp suficient pentru a li se calcula orbitele. Se crede că planetele din jurul altor stele ar avea sateliți naturali, dar încă nu au fost detectate cu tehnologia terestră actuală.

## Rezumat grafic

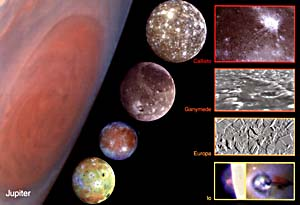
Comparație între (o parte a) planetei Jupiter
și cei mai mari patru sateliți ai săi.

| Imagini selectate | Imagini selectate | Imagini selectate | Imagini selectate | Imagini selectate | Imagini selectate | Imagini selectate |
| ----------------- | ----------------- | ----------------- | ----------------- | ----------------- | ----------------- | ----------------- |
|                   |                   |                   |                   |                   |                   |                   |
| Ganymede          | Titan             | Callisto          | Io                | Luna              | Europa            | Triton            |
|                   |                   |                   |                   |                   |                   |                   |
| Titania           | Rhea              | Oberon            | Iapetus           | Umbriel           | Ariel             | Dione             |
|                   |                   |                   |                   |                   |                   |                   |
| Tethys            | Enceladus         | Miranda           | Proteus           | Mimas             | Hyperion          | Phoebe            |
|                   |                   |                   |                   |                   |                   |                   |
| Janus             | Amalthea          | Epimetheus        | Prometheus        | Pandora           | Helene            | Atlas             |
|                   |                   |                   |                   |                   |                   |                   |
| Telesto           | Phobos            | Calypso           | Deimos            |                   |                   |                   |